# Desa Kertamulya (administrativ by i Indonesien, lat -6,09, long 107,34)
Desa Kertamulya är en administrativ by i Indonesien.   Den ligger i provinsen Jawa Barat, i den västra delen av landet, 60 km öster om huvudstaden Jakarta.